# 舍内克 (摩泽尔省)
舍内克（法語：Schœneck，法語發音：[ʃœnɛk]；洛林法兰克语：Schëneck）是法国摩泽尔省的一个市镇，属于福尔巴克-布莱摩泽尔区。

## 地理
舍内克（49°13'11"N, 6°55'26"E）面积4.06 平方千米，位于法国大東部大區摩泽尔省，该省份为法国东北部内陆省份，是洛林的一部分，西南接默尔特-摩泽尔省，东临下莱茵省，北与卢森堡和德国接壤。
与舍内克接壤的市镇（或旧市镇、城区）包括：福尔巴克、斯蒂兰旺代勒。

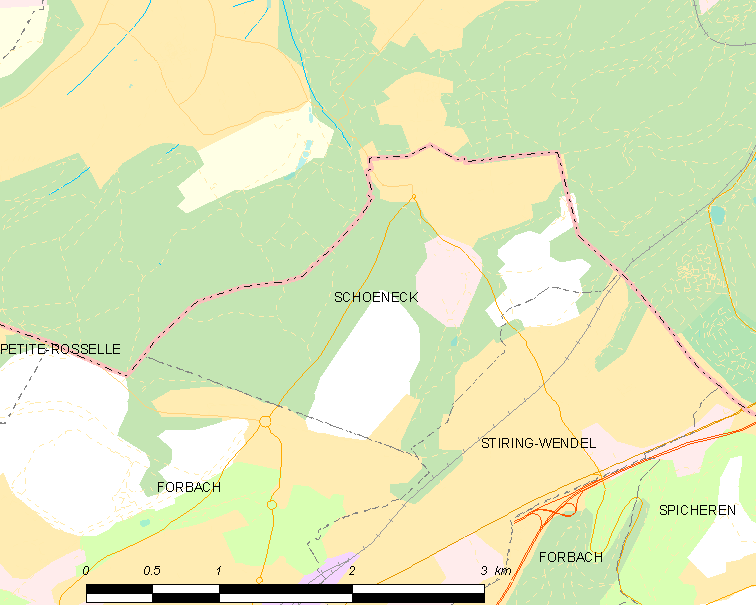
的OSM定位图

舍内克的时区为UTC+01:00、UTC+02:00（夏令时）。

## 行政
舍内克的邮政编码为57350，INSEE市镇编码为57638。

## 政治
舍内克所属的省级选区为福尔巴克县。

## 人口

1962-2008年间人口变化图示

舍内克于2022年1月1日时的人口数量为2442人。